# Andrew Kratzmann
Andrew Kratzmann (Murgon, 3 novembre 1971) è un ex tennista australiano.
Anche suo fratello Mark è stato un tennista.

## Carriera
Tennista specializzato nel doppio, ha ottenuto nella specialità nove titoli sulle 21 finali giocate.

Nei tornei del Grande Slam ha raggiunto la finale nel doppio maschile agli Australian Open 2000 insieme a Wayne Black ma si sono dovuti arrendere a Ellis Ferreira e Rick Leach sul 18-16 nel quinto set.

Sempre nello Slam di casa raggiunge i quarti di finale nel 1998 nel doppio misto.

Il torneo più importante che ha conquistato è il ATP German Open 1999, insieme a Wayne Arthurs, e ha raggiunto nel marzo del 2000 la tredicesima posizione nella classifica del doppio Atp.

## Statistiche

### Doppio

#### Vittorie (9)
| Legenda                                                      |
| Grande Slam (0)                                              |
| Tennis Masters Cup / ATP World Tour Finals (0)               |
| ATP Super 9 / Masters Series (1)                             |
| Giochi olimpici (0)                                          |
| ATP Championship Series / ATP International Series Gold (0)  |
| Grand Prix / ATP World Series / ATP International Series (8) |

| Nr. | Anno | Torneo                                             | Superficie  | Compagno           | Avversari in finale               | Punteggio     |
| 1.  | 1994 | ATP Adelaide, Adelaide                             | Cemento     | Mark Kratzmann     | David Adams Byron Black           | 6–4, 6–3      |
| 2.  | 1995 | Internazionali di Tennis di San Marino, San Marino | Terra rossa | Jordi Arrese       | Pablo Albano Federico Mordegan    | 7–6, 3–6, 6–2 |
| 3.  | 1996 | Campionati Internazionali di Sicilia, Palermo      | Terra rossa | Marcos Ondruska    | Cristian Brandi Emilio Sánchez    | 7–6, 6–4      |
| 4.  | 1996 | Marbella Open, Marbella                            | Terra rossa | Jack Waite         | Pablo Albano Lucas Arnold Ker     | 6–7, 6–3, 6–4 |
| 5.  | 1997 | Campionati Internazionali di Sicilia, Palermo (2)  | Terra rossa | Libor Pimek        | Hendrik Jan Davids Daniel Orsanic | 3–6, 6–3, 7–6 |
| 6.  | 1997 | Movistar Open, Santiago                            | Terra rossa | Hendrik Jan Davids | Julián Alonso Nicolás Lapentti    | 7–6, 5–7, 6–4 |
| 7.  | 1998 | ATP Praga, Praga                                   | Terra rossa | Wayne Arthurs      | Fredrik Bergh Nicklas Kulti       | 6–1, 6–1      |
| 8.  | 1999 | Hamburg Masters, Amburgo                           | Terra rossa | Wayne Arthurs      | Paul Haarhuis Jared Palmer        | 4–6, 7–6, 6–4 |
| 9.  | 2000 | Hypo Group Tennis International, Sankt Pölten      | Terra rossa | Mahesh Bhupathi    | Andrea Gaudenzi Diego Nargiso     | 7–6, 6–7, 6–4 |